# Северна Осетия
Вижте пояснителната страница за други значения на Алания.
Северна Осетия (официално название: Република Северна Осетия – Алания, РСО-А), e република в състава на Руската Федерация, разположена е в Северен Кавказ. Влиза в Севернокавказки федерален окръг и Севернокавказки икономически район. Площ 7 987 km2 (80-о място по големина в Русия, 0,05 % от територията), население на 1 януари 2017 г. 703 262 души (65-о място в Русия, 0,48 %). Столица е град Владикавказ. Разстояние от Москва до Владикавказ – 1923 km.
Официалното название на осетински е: Республикæ Цæгат Ирыстон – Алани.

## Историческа справка
Осетинските територии са едни от първите в Северен Кавказ, които са присъединени към Руската империя (през 1774 г.). Владикавказ става първата руска крепост в региона (основан е през 1784 г.).
През януари 1921 г. е образуван Владикавказки (Осетински) окръг в състава на Планинската автономна съветска социалистическа република. На 7 юли 1924 г. окръгът е преобразуван в автономна област в състава на РСФСР, а на 5 декември 1936 г. е преобразувана в Северно-Осетинска Автономна съветска социалистическа република (СОАССР). От декември 1990 г. е Северо-Осетинска ССР, а от декември 1993 г. – Република Северна Осетия.
В състава на Грузинската ССР през 1922 г. е създадена Южно-Осетинска Автономна Област, в която влизат територии, частично населени с осетинци. След разпадането на СССР Южна Осетия провъзгласява независимост, която е призната от Русия, Никарагуа, Венесуела, Науру и Тувалу.
По време на Втората световна война на територията на Северна Осетия се водят ожесточени боеве, голяма част (Северна и Западна) Северна Осетия е окупирана. Немските части са спрени до подстъпите към Владикавказ през 1942 г.
До 1944 г. източната част Пригородний район на Северна Осетия е в състава на Ингушетия – при което Владикавказ, поради отсъствие в Ингушетия на голям административен център, е едновременно център и на двете републики. След сталинските депортации на ингушите и други народи в Средна Азия територията на този район е включена на Северна Осетия и е заселена с осетинци от други райони на Осетия. Днес за Пригородний район има териториален спор между Северна Осетия и Ингушетия.

## Географска характеристика
Републиката е разположена в предпланинската част на северните склонове на Голям Кавказ, в югозападната част на Руската Федерация. На запад граничи с Република Кабардино-Балкария, на север – със Ставрополски край, на североизток – с Република Чечения, на изток – с Република Ингушетия и на юг – с Грузия и Южна Осетия. В тези си граници заема площ от 7987 km2 (80-о място по големина в Русия, 0,05 % от територията).
На юг, по границата с Грузия и Южна Осетия се издига Главния (Вододелен) хребет на Голям Кавказ със своите Странични хребети, издигащи се над 4000 m (връх Казбек 5033 m – на границата с Грузия, Джимара 4780 m, Уилпата 4679 m, Тепли 4431 m). Между Главния (Вододелен) хребет и 4-те Странични хребети са разположени 3 котловини: Закинска, Зарамагска и Горнодигорска. На север от тях са простират Предните хребети на Голям Кавказ (Скалисти, Пасбищен и др.) с много по-ниска височина и представляват типични куести – с полегати южни и стръмни северни склонове. Централните части на републиката са заети от Осетинската и Кабардинската наклонени равнини, а северно от тях са ниските Сунженски и Терски хребети. Северно от последните в най-северната част на страната се простира плоската Моздокска равнина (южната част на Терско-Кумската низина).
Има находища на полиметални руди, доломити, строителни материали и минерални извори.
Намира се в умерения климатичен пояс с ясно изразена планинска зонираност. На Моздокската равнина климатът е засушлив, с чести суховеи; средна януарска температура −4,3 °C, средна юлска 24 °C, годишна сума на валежите 400 – 450 mm. В Осетинската равнина средната януарска температура е −4 °C, средната юлска 20 °C; годишна сума на валежите 600 – 800 mm. Вегетационният период (дни с денонощни температури над 10 °C) в равнинните територии е до 190 дни, а на височина 2000 m – около 100 дни.
В Северна Осетия има 1038 реки с обща дължина 3358 km и всички те принадлежат към водосборния басейн на река Терек, вливаща се в Каспийско море. Най-голямата река в страната е река Терек (110 km в пределите на Северна Осетия) със своите притоци Урух (горното и средно течение), Ардон, Фиагдон, Гизелдон, Сунжа (горното течение) и др. По начина на подхранването си реките в Северна Осетия се делят на две групи: смесено, с преобладаване на ледниково подхранване (Терек, Гизелдон, Фиагдон, Ардон и др.) и пълноводие през лятото (юли и август) в периода на снего- и ледотопенето в планините и смесено, с преобладаване на дъждовното и подземното подхранване (Сунжа, Камбилеевка и др.) с пролетно пълноводие и епизодични летни прииждания в резултат на поройни дъждове. Голяма част от реките в Северна Осетия през зимата не замръзват. Ледниците заемат 152 km2 от територията на страната, като най-големи са ледниците Карауг и Цейски.
На север, в Моздокската равнина върху кафявите почви се отглеждат селскостопански култури, а на юг от равнината преобладават различни подтипове на черноземните почви. В долината на Терек и по долните течения на по-големите му притоци са разпространени крайречни гори и пасища върху алувиални почви. На Осетинската равнина почвите са ливадно-черноземни, ливадно-блатни и др. и също са изцяло обработваеми. В планинската част на страната има ясно изразена поясна зоналност. В ниско- и среднопланинските части преобладава горския ландшафт. Върху кафявите горски и оподзолени почви има широколистни гори с преобладаване на бука (61 %), габър, липа, ясен, клен, дъб и др. В междупланинските котловини върху планинско-подзолисти и планинско-степни почви са разпространени борови и брезови гори. Горите заемат около 22 % от територията на страната. Във високите части (до 3000 m) има субалпийски и алпийски пасища, развити върху планинско-ливадни почви.

## Население
На 1 януари 2017 г., населението на Северна Осетия наброява 703 262 души (0,48 % от Руската Федерация, 65-о място в Русия) с гъстота 88,8/km2 и урбанизация 65,45 %. Националният състав е следният:
- осетинци – 62,70 %;
- руснаци – 23,19 %;
- ингуши – 3,02 %;
- арменци – 2,41 %;
- кумики – 1,78 %;
- грузинци – 1,52 %;
- украинци – 0,73 %.

## Административно-териториално деление
В административно-териториално отношение Република Северна Осетия се дели на 1 републикански градски окръг и 8 муниципални района. Има 6 града, в т.ч. 1 град с републиканско подчинение (Владикавказ) и 5 града с районно подчинение и 1 селище от градски тип.
| Административна единица      | Площ (km2) | Население (2017 г.) | Административен център | Население (2017 г.) | Разстояние до Владикавказ (в km) | Други градове и сгт с районно подчинение |
| ---------------------------- | ---------- | ------------------- | ---------------------- | ------------------- | -------------------------------- | ---------------------------------------- |
| Републикански градски окръзи |            |                     |                        |                     |                                  |                                          |
| Владикавказ                  | 291        | 324 736             | гр. Владикавказ        | 306 978             |                                  | Заводской                                |
| Муниципални райони           |            |                     |                        |                     |                                  |                                          |
| Алагирски                    | 2213       | 36 922              | гр. Алагир             | 20 133              | 44                               |                                          |
| Ардонски                     | 377        | 31 796              | гр. Ардон              | 19 371              | 38                               |                                          |
| Дигорски                     | 640        | 18 356              | гр. Дигора             | 10 135              | 49                               |                                          |
| Ирафски                      | 1376       | 15 221              | с. Чикола              | 6824                | 71                               |                                          |
| Кировски                     | 380        | 27 457              | с. Елхотово            | 12 501              | 60                               |                                          |
| Моздокски                    | 1080       | 88 018              | гр. Моздок             | 41 409              | 92                               |                                          |
| Правобережни                 | 441        | 57 125              | гр. Беслан             | 37 025              | 23                               |                                          |
| Пригородни                   | 1460       | 103 531             | с. Октябърское         | 10 194              | 8                                |                                          |

## Икономика
Развито е машиностроенето (прибори, електротехника), цветна металургия и лека промишленост.
В селското стопанство републиката се е специализирала в градинарство, зеленчукопроизводство, лозарство, животновъдство за месо и мляко, яйца и мед. Отглеждат се зърнени култури (пшеница, царевица, ечемик); както и слънчогледови и фуражни култури, картофи.
| хиляди хектара | 201 | 205,8 | 192,5 | 177,3 | 150.6 | 160,6 | 175,9 |